# Pyrrhopyge cressoni
Espèce
Pyrrhopyge cressoni est une espèce de lépidoptères (papillons) de la famille des Hesperiidae, de la sous-famille des Pyrginae, de la tribu des Pyrrhopygini et du genre Pyrrhopyge.

## Dénomination
Pyrrhopyge cressoni a été nommé par Ernest Layton Bell (d) en 1932 sous le nom initial de Yanguna cressoni.

### Nom vernaculaire
Pyrrhopyge cressoni se nomme Cresson's Firetip en anglais.

## Description
Pyrrhopyge cressoni présente un corps trapu de couleur bleu gris à noire avec la tête et l'extrémité de l'abdomen rouge.
Les ailes sont de couleur bleu gris poudrées de vert métallisé avec une frange blanche. Sur le revers la partie basale des ailes postérieures est blanche.

## Écologie et distribution
Pyrrhopyge cressoni est présent en Équateur et en Bolivie,.

### Protection
Pas de statut de protection particulier.